# Cantonul Blain
Cantonul Blain este un canton din arondismentul Châteaubriant, departamentul Loire-Atlantique, regiunea Pays de la Loire, Franța.

## Comune
- Blain (reședință)
- Bouvron
- Fay-de-Bretagne
- Le Gâvre
- Notre-Dame-des-Landes